# Vințu de Jos
Vințu de Jos (Hongaars: Alvinc) is dorp en een gemeente in Alba. De gemeente ligt in de regio Transsylvanië, in het westen van Roemenië. De gemeente bestaat uit 18 dorpen: Câmpu Goblii (Unter-Eisenberg; Telekvinc), Ciocașu (Zoggesch; Csókás), Crișeni (Krieschen), Dealu Ferului (Eisenberg; Vashegy), Gura Cuțului (Gurrenkutz), Hațegana (Hetzingen), Inuri (Lilienfeld; Borsómező), Laz (Slawendorf), Mătăcina (Mattatschin), Mereteu (Merethof; Merítő), Pârău lui Mihai (Michelsdorf), Poienița (Pojenitz), Stăuini (Stabing), Valea Goblii (Goblsdorf; Goblipatak), Valea lui Mihai (Michaelsdorf), Valea Vințului (Wintzbach; Valye Vinci), Vințu de Jos en Vurpăr (Burgberg-Walbersdorf; Borberek).
De gemeente ligt aan de rivier de Mures op 18 kilometer van de provinciehoofdstad. In het jaar 1205 wordt de plaats voor het eerst genoemd als Wynch Inferior. De inwoners (Saksen) kwamen allemaal in de 12e eeuw naar het dorp. Er werd een romaanse kerk gebouw in de 12e eeuw, in de 16 eeuw werd deze kerk overgenomen door de Hongaarse Gereformeerde Kerk. Het dorp werd in 1970 getroffen door een overstroming. Sindsdien staat de kerk leeg. Maar sinds de zomer van 2011 worden er weer geregeld diensten gehouden in het Hongaars in de zomermaanden. 

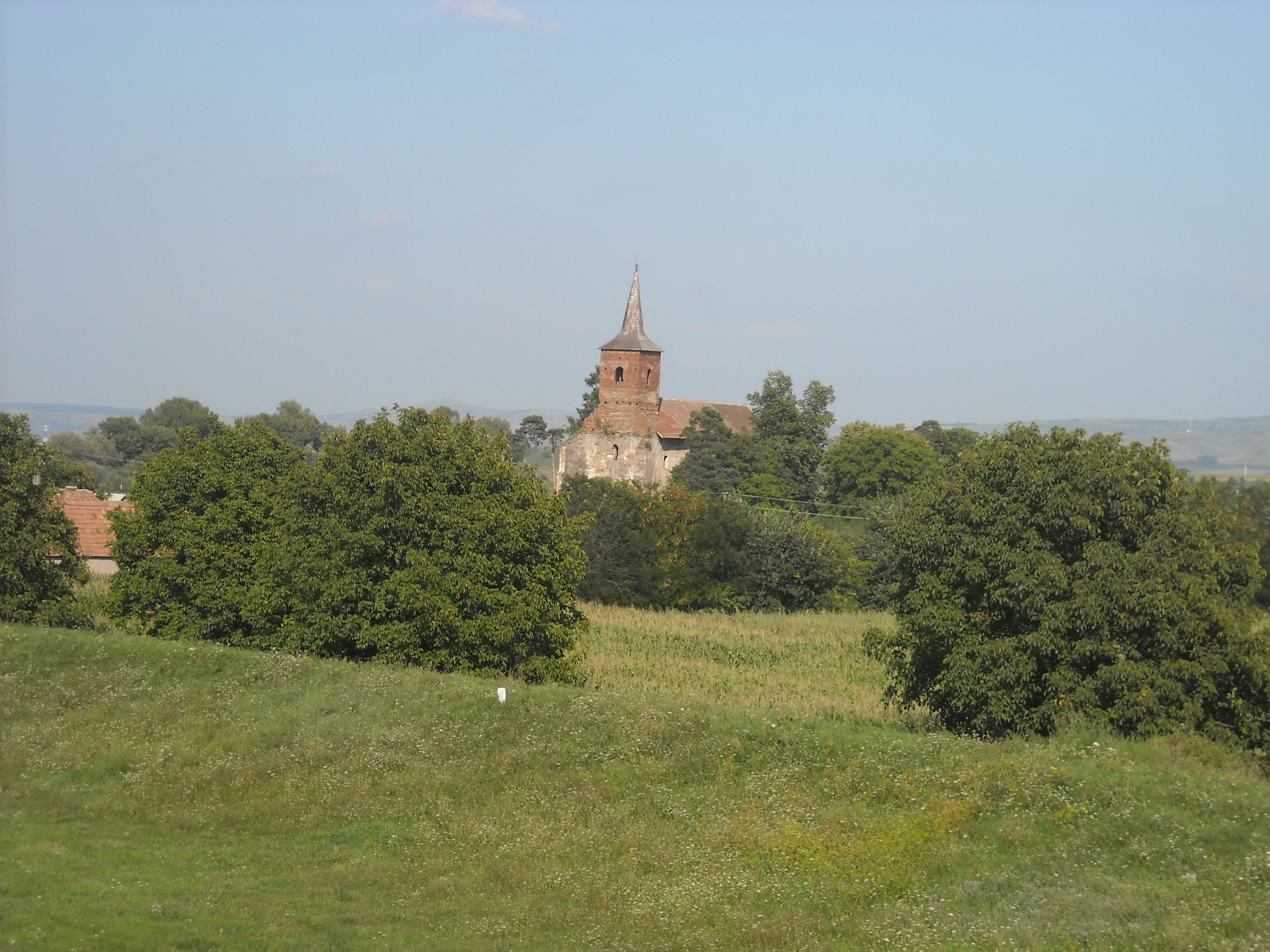
De bouwvallige Hongaars Gereformeerde Kerk van Vințu de Jos (Alvinc)

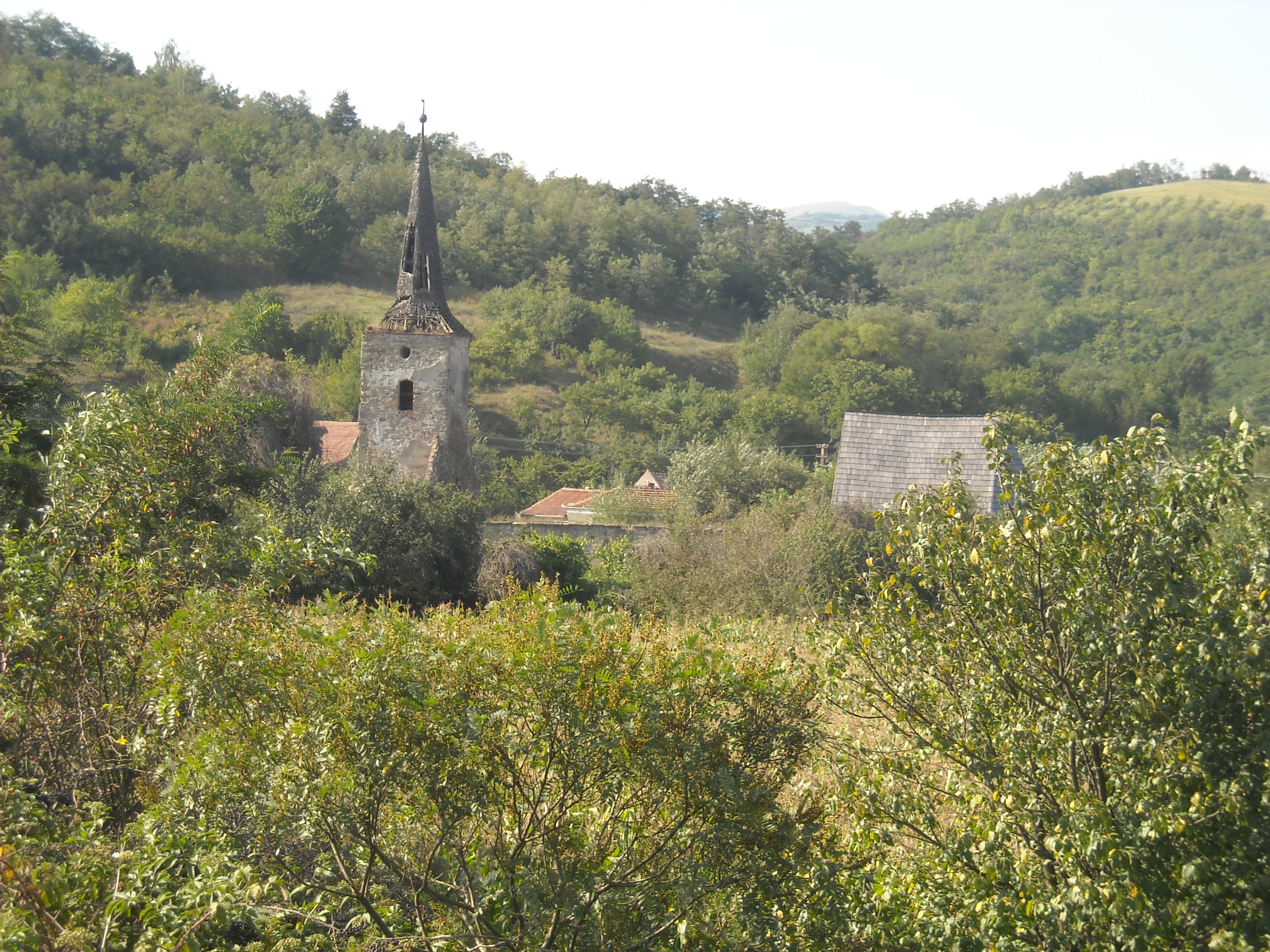
Bouwvallige Hongaars gereformeerde kerk van Vurpăr (Borberek)

Steden met gemeentestatus: Alba Iulia · Aiud · Blaj · Sebeș

Steden zonder gemeentestatus: Abrud · Baia de Arieș · Câmpeni · Cugir · Ocna Mureș · Teiuș · Zlatna

Gemeenten: Albac · Almaşu Mare · Arieșeni · Avram Iancu · Berghin · Bistra · Blandiana · Bucium · Câlnic · Cenade · Cergău · Ceru-Băcăinți · Cetatea de Baltă · Ciugud · Ciuruleasa · Crăciunelu de Jos · Cricău · Cut · Daia Română · Doștat · Fărău · Galda de Jos · Gârda de Sus · Gârbova · Hopârta · Horea · Ighiu · Întregalde · Jidvei · Livezile · Lupșa · Lopadea Nouă · Lunca Mureșului · Meteș · Mihalț · Mirăslău · Mogoș · Noșlac · Ocoliș · Ohaba · Pianu · Poiana Vadului · Ponor · Poșaga · Rădești · Râmeț · Rimetea · Roșia de Secaș · Roșia Montană · Sălciua · Săliștea · Sâncel · Săsciori · Sântimbru · Scărișoara · Stremț · Șibot · Sohodol · Șpring · Șugag · Șona · Unirea · Vadu Moților · Valea Lungă · Vidra · Vințu de Jos